# Baileyville (Maine)
Baileyville és una població dels Estats Units a l'estat de Maine (EUA). Segons el cens del 2000 tenia 1.686 habitants.

## Demografia
Segons el cens del 2000, Baileyville tenia 1.686 habitants, 726 habitatges, i 484 famílies. La densitat de població era de 17,9 habitants per km².
Dels 726 habitatges en un 26,4% hi vivien nens de menys de 18 anys, en un 54% hi vivien parelles casades, en un 8,8% dones solteres, i en un 33,2% no eren unitats familiars. En el 28,4% dels habitatges hi vivien persones soles el 12,5% de les quals corresponia a persones de 65 anys o més que vivien soles. El nombre mitjà de persones vivint en cada habitatge era de 2,32 i el nombre mitjà de persones que vivien en cada família era de 2,82.
Per edats la població es repartia de la següent manera: un 22,8% tenia menys de 18 anys, un 6,3% entre 18 i 24, un 26,9% entre 25 i 44, un 27,5% de 45 a 60 i un 16,4% 65 anys o més.
L'edat mediana era de 42 anys. Per cada 100 dones de 18 o més anys hi havia 92,6 homes.
La renda mediana per habitatge era de 31.658 $ i la renda mediana per família de 37.292 $. Els homes tenien una renda mediana de 38.269 $ mentre que les dones 19.531 $. La renda per capita de la població era de 17.087 $. Entorn del 9,1% de les famílies i el 10,1% de la població estaven per davall del llindar de pobresa.